# 洪順 (李明先)
洪順（こうじゅん）は、清代に明政権を樹立し、自立した李明先が建てた私年号。1853年。

## 西暦・干支・他元号との対照表
| 洪順 | 元年    |
| 西暦 | 1853年  |
| 干支 | 癸丑    |
| 清   | 咸豊3年 |